# منتخب يوغوسلافيا تحت 20 سنة لكرة القدم
منتخب يوغوسلافيا تحت 20 سنة لكرة القدم هو ممثل يوغوسلافيا الرسمي في المنافسات الدولية في كرة القدم في فئة كرة قدم تحت 20 سنة للرجال
.